# Yamaguchi Tamon
Det här är en artikel om en person med japanskt personnamn; Yamaguchi är familjenamnet.
Yamaguchi Tamon, född 17 augusti 1892, död 5 juni 1942 under slaget vid Midway, var en japansk konteramiral och chef för den andra hangarfartygsdivisionen i den Kejserliga japanska flottan.